# Абрамов, Николай Николаевич (художник)
Никола́й Никола́евич Абра́мов (род. 4 июня 1950, Муром, Владимирская область) — российский художник; c 1989 года — член Союза художников России и священнослужитель Муромской епархии Русской православной церкви, протоиерей.

## Биография
Родился 4 июня 1950 года в Муроме, во Владимирской области.
С 1962 года обучался в Московской средней художественной школе, но не окончил её и в 1965 году поступил в Пензенское художественное училище имени К. А. Савицкого на отделение живописи, откуда перевёлся в 1967 году в Казанское художественное училище имени Н. И. Фешина, окончив в 1968 году отделение живописи.
В 1971 году, после службы в рядах Советской армии, поступил на живописный факультет Санкт-Петербургского института живописи им. И. Е. Репина (мастерская профессора И. А. Серебряного), который окончил в 1977 году с дипломной работой «Художник города-фронта» (оценка — хорошо). Присвоена квалификация художника-живописца, педагога.
С 1977 по 1988 году работал по распределению во Владимирском союзе художников.
В 1989 (по другим данным — с 1975 года) году принят в секцию живописи Союза художников РСФСР.
В 1989 году епископом Владимирским и Суздальским Валентином (Мищуком) рукоположён в сан иерея, после чего проходил служение в ряде населённых пунктов Владимирской области. В 1991 году назначен священнослужителем возобновлённого Троицкого женского монастыря, а с 1996 года — настоятелем Смоленского храма города Мурома.

## Творчество
Автор многочисленных художественных работ, участник городских, областных, региональных, республиканских и зарубежных выставок. В последние годы работает в жанре авангарда, имеет мастерскую и салон в городе Муроме.
Выставки
- 1972 — групповая
- 1981 — Муром (персональная)
- 1988 — Москва ЦДХ (групповая)
- 2000 — Муром (персональная, с Ольгой Абрамовой)
- 2002 — персональная

## Церковная деятельность
В 1990 году рукоположён в сан священника. С 1996 года — настоятель Смоленской церкви в г. Муроме и духовник Муромского благочиния.

## Семья
- Супруга — Ольга Борисовна Абрамова (род. 1960) — художник-график, член Союза художников России, выпускница Муромской художественной школы (1977); Владимирского педагогического института им. П. И. Лебедева-Полянского (художественно-графический факультет, 1983)[6][7].
- Дочь — Полина Горячева (род. 1979)
- Сын — Фёдор Абрамов (род. 1987) — художник-скульптор, выпускник Московского Государственного Художественного института им. В. И. Сурикова (факультет скульптуры, 2015), член Союза художников России, Московского союза художников и Творческого союза художников.